# LUV-YA
「LUV-YA」（ラブ・ヤ）はアン・ルイスの21枚目のシングル。1983年2月21日にビクター音楽産業から発売された。規格品番はSV-7287。

## 概要
タイトルの ”LUV-YA” は英語の ”LOVE YOU” と同じ意味であるが、スラングと呼ばれるやや砕けた感じの口語的表現で、ごく親しい間柄で軽めの愛情表現として使われることが多い。
B面曲「Show Me the Way」は、全編英語詞による楽曲。

## 収録曲
1. LUV-YA　(3分41秒)
作詩: 吉田美奈子 / 作曲: NOBODY / 編曲: 伊藤銀次
2. Show Me the Way　(3分28秒)
作詩・作曲: NOBODY / 編曲 : 伊藤銀次

## カバー
| 曲名                | アーティスト | 収録作品           | 発売日         | 備考                                                               |
| ------------------- | ------------ | ------------------ | -------------- | ------------------------------------------------------------------ |
| 「LUV-YA」          | NOBODY       | 『POP GEAR』       | 1983年4月21日  | セルフカバー                                                       |
| 「LUV-YA」          | NOBODY       | 「MARILYN/LUV-YA」 | 1983年6月5日   | セルフカバー                                                       |
| 「Show Me the Way」 | NOBODY       | 『NOBODY SONGS』   | 1990年11月28日 | 「TELL ME MAMA」というタイトルで、歌詞を変更してセルフカバーした。 |

## 参考資料
- オリコン『SINGLE CHART-BOOK COMPLETE EDITION 1968-2005』オリコン・マーケティング・プロモーション、2006年4月。ISBN 9784871310765。
- アン・ルイスの多大なる功績、ロックをお茶の間に持ち込んだ過激な歌姫 –  Re:minder
- スラング英語「ya」の意味と使い方 –  WURK